# Nonato Rufino Chuquimamani Valer
Nonato Rufino Chuquimamani Valer (* 1946 in Sullukuta, Distrikt San José, Provinz Azángaro, Region Puno, Peru) ist ein peruanischer Lehrer, Erziehungswissenschaftler, Sammler mündlich überlieferter Quechua-Erzählungen und Autor von Quechua-Lehrbüchern (Qusqu-Qullaw).

## Leben
Nonato Rufino Chuquimamani Valer wurde in Sullukuta in der Region Puno auf einer Hacienda in eine quechuasprachige Familie geboren. Er sprach kein Spanisch, bis er mit sieben Jahren in die Primarschule in der Provinzhauptstadt Azángaro gehen musste. Die Lehrer an seiner Schule wollten nicht ein Wort Quechua hören und straften Schüler, die es benutzten.
Nach seinem Sekundarschulabschluss studierte Rufino Chuquimamani Lehramt für Primarschulen in Puno und Azángaro und wurde dann Primarschullehrer an verschiedenen Dorfschulen in der Provinz Azángaro, bis er Lehrer in der Stadt Juliaca und schließlich auch Schuldirektor wurde. Hier erfuhr er erstmals von einem „Experimentellen Projekt für zweisprachige Erziehung“ (Proyecto Experimental de Educación Bilingüe, PEEB) in der Region Puno, das von 1978 bis 1988 lief. Chuquimamanis Schule in Juliaca beteiligte sich jedoch nicht an diesem Projekt; allerdings sprach Chuquimamani Quechua mit denjenigen Eltern, deren Muttersprache es war.
Chuquimamani heiratete und hatte mit seiner Frau fünf Kinder. Seine älteste Tochter verbrachte noch viel Zeit mit ihrem Vater und ihrer Großmutter auf dem Lande und sprach Quechua. Die vier jüngeren Geschwister wuchsen jedoch in Juliaca auf, wo es ein feindseliges Klima gegen das Quechua gab und es deshalb keiner von ihnen lernte. Ihr Vater Rufino Chuquimamani sprach dagegen nach den Worten der Ethnolinguistin Nancy Hornberger von 1989 „eine der schönsten, reichesten, vielfältigsten und am wenigsten hispanisierten Mundarten des Quechua, die ich je gehört habe.“
Nach eigener Aussage sprach er im Jahre 1970, als er an einer Schule mit vier Klassen unterrichtete (Vorklasse, erste, zweite und dritte), Spanisch mit seinen 36 Schülern, die nichts verstanden, abgesehen von einigen Zahlen. Da er in seinen Materialien vom Studium keine Lösung fand, sprach er mit den Eltern seiner Schüler. Bei einem Besuch traf er eine im Unterricht völlig stille Schülerin, die auf einmal anfing zu reden, als sie ihn Quechua sprechen hörte. Er entschloss sich, mit Materialien auf Quechua zu arbeiten. Da es keine gab, musste er sie selbst erstellen.
Im „Experimentellen Projekt für zweisprachige Erziehung“ in der Region Puno in den 1980er Jahren arbeitete Chuquimamani nicht als Lehrer der Schule von Juliaca mit und trug dennoch entscheidend zu ihm bei, indem er mit aufgezeichneten sowie selbst geschriebenen Texten Unterrichtsmaterialien erstellte. So eignete er sich seine Muttersprache, das Quechua von Puno, auch in seiner geschriebenen Form an und erlernte die korrekte Rechtschreibung. Er zog durch die Dörfer der Region Puno und zeichnete traditionelle Erzählungen auf Quechua auf, die in zwei Bänden erschienen. Hinzu kamen zwei Bände, in denen er volkstümliche Weisheiten und praktische Anweisungen fürs Landleben auf Quechua veröffentlichte. Darüber hinaus bildete er Lehrer für das „Experimentellen Projekts für zweisprachige Erziehung“ aus, indem er ihnen als Quechua-Lehrer an der Normalschule von Puno die Sprache in Wort und Schrift beibrachte.
1985 wurde im Rahmen des „Experimentellen Projekts für zweisprachige Erziehung“ an der Nationalen Universität des Hochlandes von Puno (Universidad Nacional del Altiplano de Puno, UNAP) ein Graduiertenprogramm für Linguistik und Bildung der Anden eingerichtet, und Chuquimamani schrieb sich 1985 für das Magisterstudium ein. Er verfasste seine Magisterarbeit in Gänze auf Quechua und reichte sie 1987 ein. In dieser Arbeit behandelte er das Ausmaß an Interferenz des Spanischen im Wortschatz des Quechua in zentralen Bedeutungsfeldern des ländlichen Gemeinschaftslebens.
1996 machte Chuquimamani einen zusätzlichen Abschluss in Erziehungswissenschaften an der Universidad Inca Garcilaso de la Vega in Lima und von 1996 bis 1999 ein weiteres postgraduales Studium in Linguistik und Bildung der Anden an der UNA in Puno. 2006 ging er an die auch als La Cantuta bekannte Universidad Nacional de Educación Enrique Guzmán y Valle (UNE) in Lima und wurde 2008 in Erziehungswissenschaften promoviert.
Chuquimamani arbeitete von 1999 bis 2004 als Akademischer Koordinator (Coordinador Académico), Experte für interkulturelle zweisprachige Erziehung (IZE, spanisch EIB) und Dozent bei der Nichtregierungsorganisation (Asociación Civil, zivilgesellschaftliche Organisation) Pacha Huñuy in Cusco. Als Direktor dieser Organisation setzte er sich besonders für eine Stärkung der Position des Quechua ein. Von 2004 bis 2007 war er Spezialist für Unterrichtsmaterialien in indigenen Sprachen bei der Direktion für Interkulturelle Zweisprachige Erziehung (DINEBI) des peruanischen Bildungsministeriums. Zu den von ihm erstellten Lehrmaterialien für das peruanische Bildungsministerium gehört auch ein Schulwörterbuch Quechua–Quechua für die Variante Qusqu-Qullaw mit zusätzlichen spanischen Entsprechungen, erschienen in zwei Ausgaben 2005 und 2014.
Chuquimamani wurde in der peruanischen Tageszeitung La República angesichts seiner Biographie als „Gründer der interkulturellen zweisprachigen Erziehung“ tituliert.

## Werke

### Wissenschaftliche Arbeiten
- 1987: Lexicon Quechua: La vida rural en Sollocota por campos semánticos.
- 1988: Una muestra del conflicto lingüístico nacional en el habla de los Sollocoteños: El caso del parto. In: L.E. López (Ed.), Pesquisas en lingüística andina. Lima / Puno: CONCYTEC / Universidad Nacional de Altiplano-Puno / GTZ. S. 163–180.
- 2003: Siminchispi qillqasqa. Asociación Civil Pacha Huñuy, Cusco

### Schulwörterbücher Quechua
- Nonato Rufino Chuquimamani Valer et al.: Yachakuqkunapa Simi Qullqa, Qusqu Qullaw Qhichwa Simipi (Memento vom 6. Oktober 2014 im Internet Archive). Ministerio de Educación, Lima (Perú) 2005.
- Nonato Rufino Chuquimamani Valer, Carmen Gladis Alosilla Morales, Victoria Choque Valer. Qullaw Qichwapa Simi Qullqan A – Y (Memento vom 29. November 2014 im Internet Archive). Ministerio de Educación, Lima (Perú) 2014.
- Nonato Chuquimamani, Holger Saavedra, Julia Castillo, Genaro Quintero, Ricardo Gonzales, Oscar Chávez, Félix Riveros, Vidal Carbajal: Yachachinapaq Simikuna - Urin Qichwa. Vocabulario pedagógico de la lengua originaria quechua sureño. Ministerio de Educación del Perú (Minedu), Lima 2020 (Wörterbuch mit Neologismen des Südlichen Quechua für Wortfelder der Schule, Technik usw.).

### Quechua-Lehrbuch als Koautor
- Rosaleen Howard: Kawsay Vida. A Multimedia Quechua Course for Beginners and Beyond. With contributions by Phil Jimmieson, Pedro Plaza, Julieta Zurita, Rufino Chuquimamani, Carmen Alosilla, and Phil Russell. University of Texas Press, 2014.

### Schulbücher
- 2015: Sara Mama uywaymanta: Saraqa imaymanapaqmi aysarikun / De la crianza de la madre maíz: El maíz se prepara de diversas maneras. Tarea Asociación de Publicaciones Educativas, Lima.
- 2015: Rumu uywaymanta: Rumuqa wakchatapas, qullqiyuqtapas kallpachawanchikpuni / De la crianza de la yuca: La yuca nos da fuerzas tanto a los pobres como a los poderosos. Tarea Asociación de Publicaciones Educativas, Lima.
- 2015: Papa Mama uywaymanta: Papaqa llapan runap mankan hunt’achiqmi / De la crianza de la madre papa: La papa llena la olla de todas las personas. Tarea Asociación de Publicaciones Educativas, Lima.
- 2015: Misk’i Rurukunamanta: Misk’i rurukunaqa mikhusqanchiktam hunt’apanku / De las frutas agradables: Las frutas complementan nuestros alimentos. Tarea Asociación de Publicaciones Educativas, Lima.
- 2015: Kuka Mama uywaymanta: Kukaqa sayk’uytapas, yarqaytapas, ch’akiytapas atipanmi / De la crianza de la madre coca: La coca vence al cansancio, al hambre y a la sed. Tarea Asociación de Publicaciones Educativas, Lima.
- 2015: Kinuwa Mama uywaymanta: Kinuwaqa apukunap mikhuyninmi / De la crianza de la madre quinua: La quinua es comida de los dioses. Tarea Asociación de Publicaciones Educativas, Lima.
- 2015: Kaphiy uywaymanta: ¿Pitaq kaphiytari mana upyanchu? / De la crianza del café: ¿Quién no toma café?. Tarea Asociación de Publicaciones Educativas, Lima.

### Gesammelte traditionelle Erzählungen und Gedichte auf Quechua
- Nonato Rufino Chuquimamani Valer (ed.): Unay pachas. Qhishwa simipi qullasuyu aranwaykuna. Proyecto Experimental de Educación Bilingüe/Puno, Lima 1983. (Punu suyumanta – Qusqu-Qullaw)
- Nonato Rufino Chuquimamani Valer (ed.): Unay pachas. Qhishwa simipi qullasuyu hawariykuna. Centro de Estudios Rurales Andinos Bartolomé de las Casas, Qusqu 1984. (Punu suyumanta – Qusqu-Qullaw).
- Nonato Rufino Chuquimamani Valer et al: Atuqmantawan Yuthumantawan aranway (El zorro y la perdiz) / Cuento infantil en quechua con ilustraciones. Asociación Civil Pacha Huñuy (publicación número 4), Lima 2010.

### Eigene Gedichte
- Chumpi Willkas Llaqta (24. und 25. Oktober 2008). In: Raúl Alfonso Allain Vega (ed.): Poéticas: Selección de artes poéticas por poetas peruanos contemporáneos. Ed. Raúl Alfonso Allain Vega, Lima 2010, S. 37f.

## Auszeichnungen
- 2017ː Palmas magisteriales – Grado Maestro[12]